# Greatworth
Greatworth är en ort i Greatworth and Halse, Storbritannien. Den ligger i grevskapet Northamptonshire och riksdelen England, i den södra delen av landet, 100 km nordväst om huvudstaden London. Greatworth ligger 159 meter över havet och antalet invånare är 687. Byn nämndes i Domedagsboken (Domesday Book) år 1086, och kallades då Grentevorde.
Terrängen runt Greatworth är huvudsakligen platt. Greatworth ligger uppe på en höjd. Runt Greatworth är det ganska tätbefolkat, med 129 invånare per kvadratkilometer. Närmaste större samhälle är Banbury, 10,1 km väster om Greatworth. Trakten runt Greatworth består till största delen av jordbruksmark.